# Evakuierung in Frankfurt am Main am 3. September 2017

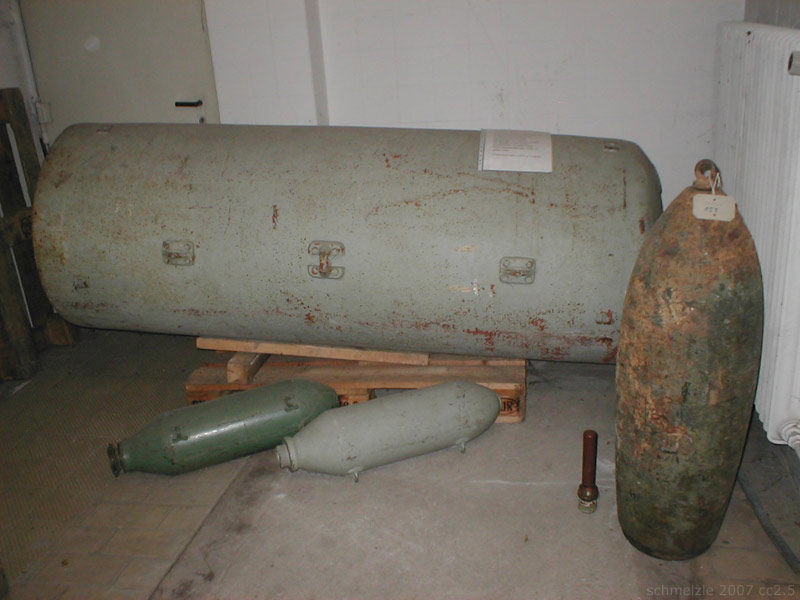
Gleichartige Bombe des in Frankfurt gefundenen Typs

Die Evakuierung in Frankfurt am Main am 3. September 2017 war erforderlich zur Entschärfung einer Luftmine aus dem Zweiten Weltkrieg, die bei Bauarbeiten im Stadtteil Westend aufgefunden worden war. Aus Sicherheitsgründen mussten mehr als 60.000 Anwohner in einem Umkreis von 1,5 Kilometern um den Fundort das Gebiet für die Dauer der Entschärfung räumen. Dies war die größte Evakuierungsmaßnahme in der Geschichte der Bundesrepublik Deutschland. Die Entschärfung von Luftminen gleichen Typs führte bereits 2011 in Koblenz und 2016 in Augsburg zu umfangreichen Evakuierungen.

## Lage und Art des Sprengkörpers
Am 29. August 2017 wurde auf einer Baustelle auf dem Campus Westend der Frankfurter Goethe-Universität ein Blindgänger aus dem Zweiten Weltkrieg gefunden. Es handelte sich um eine HC 4000, eine Luftmine von 1,8 Tonnen Gewicht, davon ca. 1,4 Tonnen Sprengstoff, die von der britischen Luftwaffe bei einem der rund 75 Luftangriffe auf Frankfurt am Main zwischen 1940 und 1945 abgeworfen wurde. Laut Auskunft des hessischen Kampfmittelräumdienstes wurde die Bombe durch die systematische Auswertung archivierter Luftaufnahmen gefunden, es handelte sich nicht um einen Zufallsfund.
Der Fundort des Sprengkörpers liegt auf einem Gelände, das von 1945 bis 1995 von den Streitkräften der Vereinigten Staaten genutzt wurde, zeitweise als europäisches Hauptquartier USFET. Seit 2000 ist es Sitz der Verwaltung und der meisten Fachbereiche der Universität. In den umliegenden dichtbesiedelten Stadtteilen liegen neben Wohnsiedlungen auch die Gebäude weiterer Institutionen von lokalem, regionalem und bundesweitem Rang.

## Gefahren für die Bevölkerung
Luftminen vom Typ HC 4000 verursachen bei einer Detonation eine Detonationswelle, die Gebäude herkömmlicher Bauart im Umkreis von 100 Metern völlig zerstören, im Umkreis von mehreren hundert Metern die Dächer von Gebäuden abdecken oder bei Detonation in freiem Gelände noch in rund einem Kilometer Entfernung Fenster und Türen herausreißen kann. Dadurch sollte erreicht werden, dass gleichzeitig abgeworfene Brandbomben ins Innere der Häuser fallen und dann Flächenbrände bis hin zum Feuersturm entfachen konnten.
Schätzungen des Kampfmittelräumdienstes zufolge können im Frankfurter Stadtgebiet noch Hunderte oder Tausende von Blindgängern im Erdreich liegen. Jährlich müssen in Frankfurt mehrere Blindgänger entschärft werden, die meist durch systematische Überprüfung und Sondierung auf Baustellen entdeckt werden.  Blindgänger können auch nach Jahrzehnten noch explodieren, wenn die Zündvorrichtung ausgelöst wird. Beispielsweise detonierte am 3. Januar 2014 bei Bauarbeiten in Euskirchen eine Luftmine des Typs HC 4000. Dabei kam eine Person ums Leben, 13 wurden teilweise schwer verletzt. In der Umgebung kam es zu erheblichen Gebäudeschäden, noch in mehr als einem Kilometer Entfernung gingen Fensterscheiben zu Bruch.
Der Blindgänger auf dem Campus Westend war außergewöhnlich groß und bedrohte ein dichtbesiedeltes Gebiet am nördlichen Rand des Stadtzentrums. Es bestand nach Einschätzung des Kampfmittelräumdienstes, falls die Bombe während der Entschärfung doch noch explodiert wäre, unmittelbare Gefahr für Leib und Leben aller Personen im Umkreis von 1500 Meter um die Fundstelle, hauptsächlich infolge der Splitterwirkung der durch die Detonationswelle zerstörten Fenster oder durch herumfliegende Gegenstände.

## Vorgehen der Behörden, Schutzmaßnahmen
In einer Allgemeinverfügung vom 31. August 2017 ordnete die Stadt die Einrichtung einer Sperrzone mit einem Radius von 1500 Metern um die Fundstelle am Sonntag, den 3. September 2017 ab 6 Uhr an. In der Zeit ab 8 Uhr bis zur Freigabe nach Abschluss der Entschärfung war es verboten „sich innerhalb der Sperrzone innerhalb und außerhalb von Gebäuden sowie auf Straßen, Wegen und Plätzen aufzuhalten oder sie zu betreten“. Die Sperrzone erstreckte sich auf Teile der Stadtteile Bockenheim, Dornbusch, Nordend und Westend sowie kleinere Gebiete von Eckenheim, Ginnheim und der Innenstadt.
Die Evakuierung betraf nach ersten Schätzungen bis zu 70.000 Anwohner, die die Sperrzone zu verlassen hatten. Zudem wurden zwei Krankenhäuser, das Bürgerhospital und das Marienkrankenhaus, und etwa 10 Pflegeheime geräumt. Der Evakuierungsbereich umfasste unter anderem das Polizeipräsidium Frankfurt, die Deutsche Nationalbibliothek, den Hauptsitz des Hessischen Rundfunks sowie die Zentrale der Deutschen Bundesbank. Betroffen waren zudem mehrere diplomatische Vertretungen, evangelische und katholische Kirchen, Freikirchen und die Westend-Synagoge. Für die Anwohner wurde ein Bürgertelefon eingerichtet.

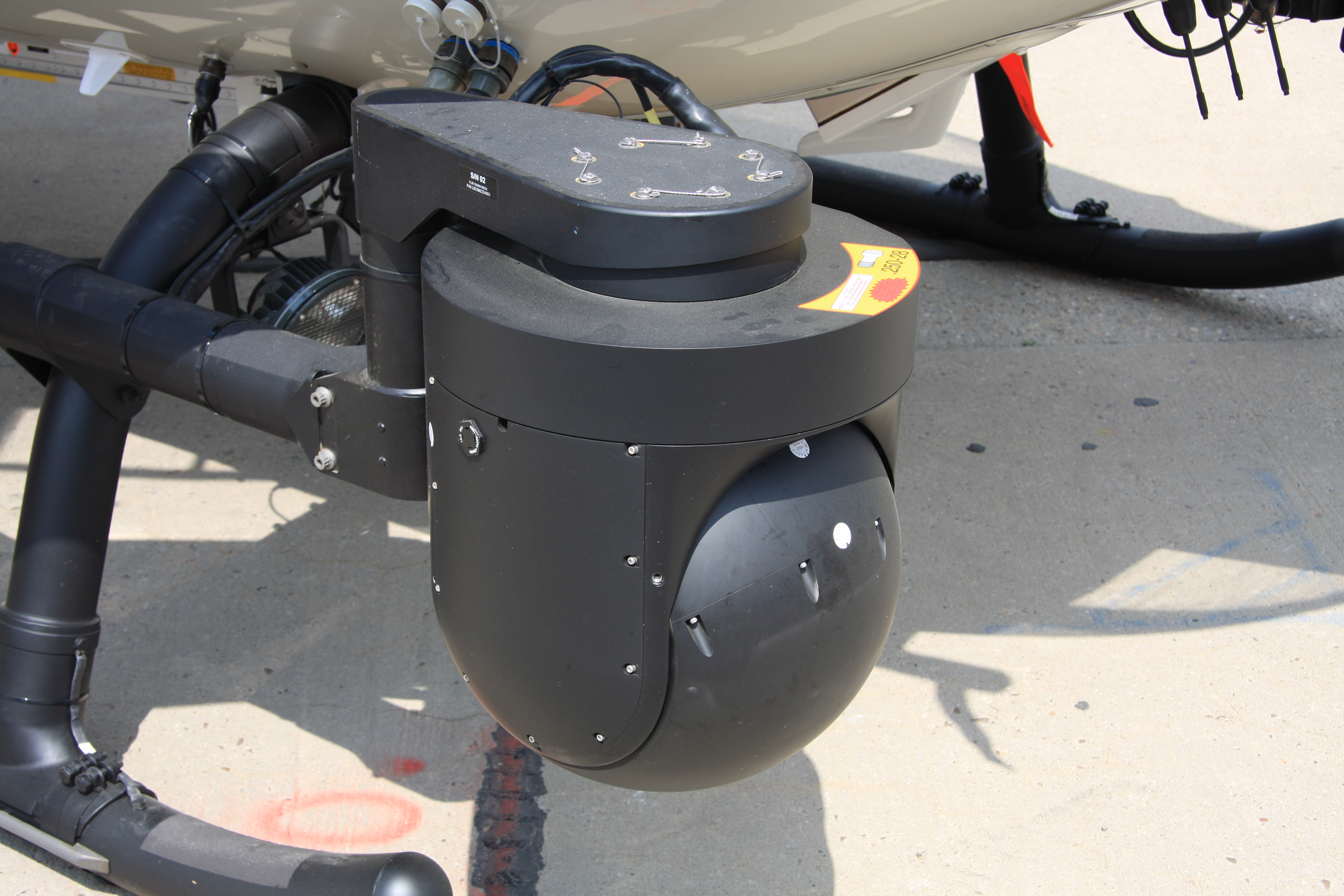
Wärmebildkamera an einem Polizeihubschrauber wie in Frankfurt eingesetzt

Die Bewohner waren aufgefordert, am Sonntag, den 3. September, bis 8 Uhr das Sperrgebiet zu verlassen. An fünf Sammelpunkten wurden Busse bereitgestellt, um die Evakuierten auf Wunsch zu den für diesen Anlass eingerichteten Notunterkünften (Messe Halle 1 Raum 1.1 und 1.2 sowie Jahrhunderthalle) zu fahren und sie nach Aufhebung der Sperrzone auch wieder zu den Sammelpunkten zurückzubringen. Im Anschluss wurden hilfsbedürftige Bewohner, man rechnete mit über 6000 Personen, vom Rettungsdienst des Katastrophenschutzes aus ganz Hessen  aus dem Gefahrenbereich geleitet. Mit der Evakuierung des Bürgerhospitals und des Marien-Krankenhauses wurde bereits am Freitag, 1. September 2017 begonnen.
Die Polizei kontrollierte die Räumung durch Streifenbeamte vor Ort sowie durch einen Hubschrauber mit Wärmebildkamera und brachte noch anwesende Bewohner zwangsweise aus der Evakuierungszone. Einige Anwohner weigerten sich, ihre Wohnungen zu verlassen. Dadurch verzögerte sich der Beginn der Bombenentschärfung um etwa zweieinhalb Stunden. Die Polizei sprach 298 Platzverweise aus und nahm fünf Personen in Polizeigewahrsam. Eine Person konnte nur mit Hilfe einer Drehleiter aus ihrer Wohnung geholt werden. Vertreter des Ordnungsamts der Stadt Frankfurt und der Polizei kündigten die Prüfung von Schadenersatzforderungen und strafrechtlichen Konsequenzen an. Tatsächlich wurde jedoch später niemand aufgrund der Verzögerungen zur Verantwortung gezogen.

## Auswirkungen der Evakuierung
Aufgrund der Evakuierung der Hauptzentrale des Hessischen Rundfunks konnten die Sendezentralen der Programme hr1 und  hr3 nicht besetzt werden. Lediglich die Sendezentrale des hr4 in Kassel stand dem Hessischen Rundfunk zur Verfügung. Deswegen strahlten alle drei Sender ein kombiniertes Programm aus, welches in Medienberichten scherzhaft als hr8 bezeichnet wurde. Gespielt wurden Lieder aus allen typischen Musikrichtungen von hr1, hr3 und hr4 im Wechsel. hr2-kultur brachte ganztägig ein vorproduziertes Programm, bei dem die Sendungen jeweils zur vollen Stunde begannen; für die Nachrichten verwies man die Hörer auf den halbstündigen Service von hr-info, wo im Übrigen das normale Sonntagsprogramm zu hören war. Das Programm youFM sendete eine vorbereitete Wiedergabeliste.
Weil für das Gebiet für die Dauer der Entschärfung der Bombe ein Überflugverbot galt, hätte der Flugverkehr am Frankfurter Flughafen bei Ostwindlage ebenfalls betroffen sein können, weil bestimmte Abflugrouten nicht zur Verfügung gestanden hätten. Dieser Fall trat jedoch nicht ein.
In den im Evakuierungsgebiet gelegenen Kirchen konnten keine Sonntagsgottesdienste gefeiert werden. Stattdessen öffneten zahlreiche Frankfurter Kirchen in anderen Stadtteilen ihre Tore für die von der Evakuierung Betroffenen. Aufgrund einer Initiative des Deutschen Architekturmuseums gewährten die meisten Frankfurter Museen den Evakuierten gegen Vorlage des Personalausweises freien Eintritt.

## Entschärfung der Luftmine
Die Entschärfung begann um 14:30 Uhr. Die Luftmine verfügte über drei Aufschlagzünder, die mittels Raketenklemmen entfernt wurden, sowie über mehrere Sprengkapseln. Für den Fall des Misslingens sollte eine Wasserschneidemaschine zum Herausschneiden der Zünder verwendet werden. Beim Entfernen der Zünder verblieben zwei der Sprengkapseln zunächst in der Bombe und mussten mit einer anderen Methode separat entfernt werden. Die drei Sprengkapseln wurden später vor Ort gesprengt. Um 18:33 Uhr war die Entschärfung ohne weitere Zwischenfälle offiziell beendet, und der Sprengkörper wurde nach einer Sicherheitsprüfung zur GEKA in Munster abtransportiert. Etwa eine Stunde später wurde der Sperrbereich schrittweise wieder freigegeben, die Anwohner konnten zunächst zu Fuß oder per Fahrrad, ab etwa 21 Uhr auch mit dem Auto zu ihren Wohnungen zurückkehren.

## Verbleib der Luftmine
Nach der Entfernung der Zünder wurde die Luftmine bei der GEKA delaboriert und die Sprengstoffladung in einer speziellen Verbrennungsanlage entsorgt.
Die Hülle der Luftmine wurde im Herbst 2017 vom Historischen Museum Frankfurt in dessen Sammlung übernommen, wo sich auch die entfernten Zünder befinden.
Von März bis Juli 2019 wurde die Luftmine erstmals als Teil der Sonderausstellung Vergessen – Warum wir nicht alles erinnern ausgestellt.